# Egirina-augite
L'egirina-augite è un minerale.

## Origine e giacitura
Egirina- augite è un particolare pirosseno; in sezione sottile, al microscopio ottico, possiamo notare un colore verde bottiglia (quando il reale colore dei pirosseni in sezione è giallo- bruno); possiede un habitus allungato, è debolmente pleocroico (a differenza degli altri pirosseni), possiede sfaldature evidenti e presenta un rilievo medio-alto. Ciò che più lo distingue è però la tinta di interferenza blu scuro, mentre i comuni pirosseni presentano una tinta arancio del II ordine.